# Dan Goggin
Dan Goggin (* 31. Mai 1943 in Alma, Michigan, USA) ist ein amerikanischer Autor, Komponist und Liedtexter für Musicals.

## Biographie
Goggin startete seine Karriere als Sänger in der Broadway-Produktion von Luther, in der Albert Finney die Hauptrolle spielte. Danach tourte er für fünf Jahre in einem Folk-Duo, The Saxons, durch die Staaten, bevor er damit begann, die Musik für das Off-Broadway-Musical Hark! zu komponieren. Nach dieser Produktion begann Goggin, nicht nur die Musik für Revuen zu komponieren, sondern auch den Text dafür zu schreiben. Zum Inhalt der Revuen machte er zeitgemäße Ereignisse, Trends und Personen.

## Hauptwerk
Seine Schulzeit bei dem Orden der Marywood Dominikanerinnen und die positiven Lebenserfahrungen als Seminarist in Detroit gaben den Anstoß, eine erfolgreiche Grußpostkartenserie mit Nonnenmotiven zu entwerfen. 1984 erarbeitete er daraus zusammen mit dem Buchautor Steve Hayes ein Kabarett, The Nunsense Story. Goggin überarbeitete das Stück und inszenierte Nunsense 1986 noch einmal selbst. Dafür  erhielt er den Outer Circle Award als bestes Off-Broadway-Musical. Nach dem Musical The Fantasticks von 1960 gilt Nunsense als zweiterfolgreichste Off-Broadwayproduktion.  Bisher wurde es in mehr als 5000 Inszenierungen und Übersetzungen in 21 Sprachen in aller Welt aufgeführt. Die deutsche Erstaufführung fand am 8. Dezember 1989 in den Kammerspielen Düsseldorf statt. Die Schweizer Erstaufführung fand am 31. Dezember 1989 in der Kellerbühne St. Gallen statt.

## Weitere Werke
Goggin schrieb danach das Buch und die Musik zu A One-Way Ticket To Broadway and Balancing Act, das aber nicht an den Erfolg von Nunsense heranreichte.
Auch eine Fortsetzung mit dem Titel Nunsense II: The Second Coming, die am 20. November 1992 im Seven Angels Theatre in Waterbury CT uraufgeführt wurde (deutsche Erstaufführung am 22. November 1994), konnte nicht an den Erfolg des ersten Teiles anknüpfen.
Das Thema ließ ihn nicht mehr los, und so schuf er noch folgende weitere Werke:
- Sister Amnesia's Country Western Nunsense Jamboree (UA am 1. Dezember 1995); dt. Titel: Schwester Amnesias Country & Western Non(n)sense
- Nuncrackers: The Nunsense Christmas Musical (UA am 2. Oktober 1998); dt. Titel: Alle Nonnen wieder
- Meshuggah-Nuns: The Ecumenical Nunsense (UA am 6. September 2002)
- Nunsensations: The Nunsense Vegas Revue (UA am 4. März 2005)
- Nunset Boulevard: The Nunsense Hollywood Bowl Show (UA am 19. November 2009)
- Sister Robert Anne's Cabaret Class (UA am 10. Juli 2009); dt. Titel: Schwester Robert Annes Musical-Kurs

## Diskographie
- Nunsense, Original Cast (New York), 1986
- Nunsense II, Original Cast, 1993
- Nunsense Jamboree, Original Cast, 1995
- Nuncrackers, Original Cast, 1999
- Meshuggah-Nuns!, Original Cast, 2002
- Nunsense A-Men!, National Cast, 2006
- Nunsensations!, Original Cast, 2007
- Nunset Boulevard, Original Cast, 2009
- Sister Robert Anne's Cabaret Class, Original Cast, 2009